# Antílop reboc
L'antílop reboc (Pelea capreolus), conegut localment com a vaalribbok és una espècie d'antílop endèmic de Sud-àfrica, Zimbàbue, Lesotho i Eswatini.
Prefereix els hàbitatss amb herba de montana i té un pelatge gris llanós que el protegeix del fred del seu hàbitat. Els mascles són els únics que tenen banyes rectes i es tornen extremament agressius durant la temporada d'aparellament.
El seu nom neerlandès reebok és l'origen del nom de l'empresa fabricant de roba d'esport britànica Reebok.